# ご注文はうさぎですか?
『ご注文はうさぎですか？』（ごちゅうもんはうさぎですか？、英語: Is the order a rabbit?）は、日本の漫画家であるKoiによる4コマ漫画作品。略称は「ごちうさ」。『まんがタイムきららMAX』（芳文社）にて2010年12月号掲載の後、2011年3月号より連載中。また、『まんがタイムきららキャラット』2012年4月号にてゲスト掲載されたほか、『アニメディア』（学研パブリッシング）にも2014年5月号から7月号まで掲載された。2021年12月時点でシリーズ累計発行部数更新は300万部を突破している。

## 概要
作者のKoiによると、本作は木組みの街の世界観で喫茶店ものをやりたいという気持ちがきっかけで始めたとされている。
2014年にテレビアニメ化され、2015年にアニメ第2期、2017年にはスペシャルアニメの劇場公開が行われた。2019年に新作OVAが発売され、2020年10月よりテレビアニメ第3期が放送された。

## あらすじ
高校入学を機に「木組みの家と石畳の街」に引っ越してきたココア。下宿先を探しつつ休憩がてら喫茶店に入ると、偶然にもそこが自分の下宿先ラビットハウスであった。ココアは、お世話になる家に奉仕をするという高校の方針により、ラビットハウスの店員として、そしてラビットハウスの一人娘であるチノの“自称”姉として働くことになるのであった。やがてバイト仲間であるリゼ、高校のクラスメイトの千夜、リゼの後輩のシャロ、さらにチノのクラスメイトであるマヤとメグとも仲良くなり、小説家の青山ブルーマウンテンとも打ち解けることとなる。劇中1年目の終盤では、ココアの姉のモカがラビットハウスを訪れ、モカはココアの成長を認めた。
劇中2年目の終盤には、チノの提案により、リゼの高校卒業、チノ・マヤ・メグの中学卒業のお祝いを兼ねて「百の橋と輝きの都」へ旅行に出かけている。ココア達はその旅行の最中にフユやナツメ、エル姉妹と出会っており、劇中3年目では彼女らも「木組みの家と石畳の街」に住むことになった。やがてココア達は将来の目標を明確にしていき、チノの将来の目標を聞いて安心したチノの祖父は、飼いウサギのティッピーから離れ、成仏した。

## 登場人物
左から通称 / 本名の順に掲載。
以下、見出しを除き基本的に通称で記述、一部キャラクターは名前の漢字表記が不明（単行本12巻時点）。

### 主要人物
ココア / 保登心愛（ほと ここあ）
声 - 佐倉綾音
血液型：B型、誕生日：4月10日、身長：154cm→156cm、15歳の高校1年→16歳の高校2年→17歳の高校3年。4人兄妹の末っ子で、姉（モカ）と2人の兄がいる。
本作の主人公で、高校生。桜の花を半分に切ったような形の髪飾りがトレードマークで、「会って3秒で友達」をモットーとしている。
高校入学を機に木組みの家と石畳の街に引っ越し、喫茶店ラビットハウスに下宿している。
銘柄程度は知っていても味や香りでの判別はつかないなど、コーヒーには疎かったが、ラビットハウスの店員として働くうちに喫茶店に相応の技能を身に付けつつある。
明るく朗らかな性格。とても前向きではあるが、少々ドジなところがあり、周りからフォローされることが多い。可愛い物やモフモフしたものが大好きである。自身が末っ子であるために妹という存在に憧れており、チノのことを実の妹のように可愛がっている。チノが他の誰かに妹扱いされたり、他の誰かを姉扱いして接したりしていると動揺して泣いてしまう。一方で、マヤやメグに対しても姉のように振る舞っており、チノから「年下なら誰でもいい」と不満を言われていた。また、学校ではクラスメート達からみんなの妹扱いされており、そのことに抗議している。
実家はパン屋で、パン作りに懸ける情熱は誰よりも強い。相応の知識や技術も持ち合わせており、ラビットハウスの看板メニューとしてティッピーパンを焼き上げたり、「ココア特製厚切りトースト」がメニューに追加されたりしている。しかし姉であるモカの腕前には敵わない模様。パン作り以外でも、勝負ごとでモカに勝てたことが一度もなく、悔しさのあまりに家出を考えるなど負けず嫌いな一面もある。
天然な雰囲気とは対照的に数学や物理といった理系科目が得意である（本人は自覚していないが暗算も得意で、430×29程度の計算なら瞬時に答えられる）が、文系科目の成績が壊滅的で、理系科目の足を引っ張っているために学年順位は平均。それと関連するかどうかは不明だが、チノから教え方が良くないと評されている。将来の夢について、最初はパン屋や街の国際弁護士に憧れていたが、バリスタになりたいというチノや小説家である青山ブルーマウンテンの影響により街の国際バリスタ弁護士としてパンを焼きながら小説家の道を生きることを考え始めるなど気が多い。アコーディオンを買った際は路上ミュージシャンも夢見ていた。その後、パン職人1本に絞ることになり、高校卒業後に百の橋と輝きの都でパン職人の修業をする決意をする。
長らく自転車に乗ることができなかったが、リゼの指導の下で練習したことで一応乗れるようになった。また、アクシデントがあった際には見事なドリフト走行を見せている。
チノ / 香風智乃（かふう ちの）
声 - 水瀬いのり
血液型：AB型、誕生日：12月4日、身長：144cm→149cm、13歳の中学2年→14歳の中学3年→15歳の高校1年。
ラビットハウスのオーナーの孫で、看板娘の少女。薄水色のストレートロングヘアで、髪の左右に×印状のヘアピンを付けている。学校へ行く時以外はいつもティッピーというアンゴラうさぎを頭に乗せている。香りだけで産地や銘柄を当てられる程にコーヒーに精通しているが、砂糖とミルクがないと飲めないなど、歳相応な面もある。
クールでおとなしい性格で、誰に対しても敬語で話す。それ故に、当初はハイテンションで勝手に妹扱いしてくるココアに困惑していたが、最近ではココアが新しく妹にしたマヤやメグに嫉妬したり、フユから姉として慕われるココアに対し嫉妬するなど、次第に信頼関係を築いていっている。同時に、ココアがいずれ自分の元から離れるような発言には動揺を見せている。ココアが帰省して店にいなくなった時はココアシックに掛かるなど甘えん坊な面があったり、リゼにより提案された計画表を律儀に守るなどの素直さも持ち合わせているが、同時に夏休みの宿題を終えていなかったココア達を指導するため最適なインセンティブを与えて手玉に取る様子も見せており、リゼからは教師の才能を感じられていた。
普段はココアに冷たい態度をとることが多く、妹とされることに乗り気ではないが、ブランデー入りチョコを食べて酔った際はお姉ちゃん子になっていた。また、子供扱いされることを嫌っており、幼い容姿に若干のコンプレックスを持っているために背を伸ばす効果があるとされる食材や事物には強い関心を示すが、食べ物の好き嫌いはかなり多い。また、子供好きという一面もある。
おじいちゃん子で、将来は家業を継いで立派なバリスタになるのが夢である。さらに高校1年の時に、将来は店を継ぎつつ自分なりの喫茶店にしたいという思いも打ち明けている。また、家族以外にティッピーの正体（後述）を隠すために普段はティッピーが声を発する時は自分の腹話術であると主張しており、また基本は人見知りで、昔は祖父や父親以外とは話そうとしなかったために趣味は祖父と嗜んだチェスを除けばボトルシップやパズルなどの一人で遊べる物が多く、祖父が喫茶店を営んでいなければチェス棋士を目指していた可能性があると語っていた。
可愛い動物、特にうさぎが好きで見つけるといつもより興奮気味になるが、実際は動物が懐かない体質で、ティッピー以外ではあんこしかまともに触れず、他の登場人物が動物と接しているのを見ては羨ましがっている。また、可愛い動物の童話や本を気に入っており、またリゼにもらったうさぎのぬいぐるみは非常に大切にしているが、うさぎやもふもふという言葉に反応するなどのこの点においてはココアとの共通点が多い。そのことを指摘されるとココアは大喜びするが逆に本人は動揺し、否定する。時間が進むにつれてやんちゃな一面を見せるようになり、リゼやシャロからはココアに似てきたと言われている。
クラスメイトにマヤやメグがおり、3人の頭文字を取って「チマメ（隊）」と呼ばれている。二人とは中学入学時に出会ってシスト（宝探し）に誘われたことから仲良くなったが、最初は将来の夢であるバリスタの意味を勘違いされていた。数少ない友人であることから中学でクラス替えがないことに安心している一方、高校進学に関してはマヤやメグと別れることになってもココアと同じ学校に通うと決めている。ココア達が通う高校の受験に合格し、中学校を卒業。高校ではフユと同じクラスになった。後述の通りティッピーの中身の祖父が天に帰った後は独学で腹話術を習得した。
リゼ / 天々座理世（てでざ りぜ）
声 - 種田梨沙
血液型：A型、誕生日：2月14日、身長：160cm、16歳の高校2年→17歳の高校3年→18歳の大学1年。
ラビットハウスでアルバイトをしている少女。濃い紫色の髪をツインテールにしている。大人を除けば登場人物の中で最年長であるが、年長者扱いを受けることはあまりなく、ココアからも当初は年上と思われていなかった。
男勝りな性格で、ワイルドである。軍人の娘として育っており、常にモデルガンを所持している。また、容姿端麗で、スタイルが良く、カットモデルを頼まれたり、スナップ写真が雑誌に掲載されたりしている。幼い頃からCQCや護身術などを叩きこまれている影響から少女にも関わらずに相当な力持ちで、重い荷物も楽々と持ち上げている。また、暗記力もラビットハウスのメニューを一目で覚えられる程に高く、手先も器用で、喫茶店の仕事をそつなくこなしたり、手作りのぬいぐるみであるワイルドギースをチノにプレゼントしている。腹話術も得意である。
学校では後述する演劇部をはじめ、数多くの部活に助っ人として呼ばれている。女生徒達から黄色い声援が上がるなど人気も高く、後輩であるシャロからも好意を寄せられる程に憧れられている。また、様々なスポーツを一気にこなせる程に運動神経も高く、バドミントンでパトリオットサーブなる技の練習をしていた際にはラケットを振っただけでもかなりの風圧を起こしていた。
城のような大豪邸に住む程の裕福な家庭に育っているが、あまりお嬢様らしい描写は見られない。14万8千円の父親のワインを割ってしまったことから弁償する費用を稼ぐために一時期は甘兎庵やフルール・ド・ラパンでもバイトしたことがあるが、それでも費用が足りずに「いつか二人（自身と父親）でワインを飲めるように」と代わりにワイングラスを買ってプレゼントするなどの親想いな一面も見せていた。
上記のような性格である一方で、普通の女の子っぽさに憧れている一面があり、素直な気持ちでチノと仲良くするココアを羨ましいと思ったり、自分を寂しいと感じたりしている。また、ココアやチノと同様に可愛いものが好きだが、自身のキャラと合っていないと考えて隠すことも多い。一方、時々助っ人にいく演劇部で培った経験や知識から一通りの女の子らしい仕草や振る舞いは心得ているらしく、髪を下ろして服装を変えた時は口調やしぐさなども別人のように女性らしくなる。ココアとチノにその姿を見られた際は、動揺してロゼと名乗り、しばらくその後も別人であると勘違いされている。銃声を聞くことには慣れているが、歯医者が苦手である。また、虫が苦手で、お調子者の一面も見られており、褒められると過剰に頑張ってしまう。将来の夢として小学校の先生を考えている。
掲載誌である『まんがタイムきららMAX』2014年10月号にて容姿が似て共に種田梨沙が演じる『きんいろモザイク』の小路綾と表紙を飾ったこともある。
千夜 / 宇治松千夜（うじまつ ちや）
声 - 佐藤聡美
血液型：O型、誕生日：9月19日、身長：157cm→158cm、ココアと同学年。
和風喫茶「甘兎庵（あまうさあん）」の看板娘で、高校1年、2年ともココアと同じクラスで、3年では別のクラス。黒髪の長髪を姫カットにしている。また店の制服として和服とブーツを身に着けているが、私服では洋服も着ている。
容姿に違わぬ大和撫子然とした性格で、面倒見も良いが、やや早とちりなところがあり、またちょっとしたことでもすぐに落ち込むなどのマイナスな面もある。小さい頃に母親を驚かしたらすごく反応したのが嬉しかったのがきっかけで、悪戯好きな一面も持っている。また、シャロとは幼馴染の関係にあり、彼女のフォローに回ることも少なくないが、逆にシャロが可愛い（というより面白い）あまりに彼女をからかうことも多く、よくシャロに怒られている。
和菓子作りが趣味で、作ったお菓子に「海に映る月と星々」（白玉栗ぜんざい）や「花の都三つ子の宝石」（あんみつ+お団子）といったオリジナルの名前を付けるのが好きであるが、そのメニュー名に注釈を付けずにそのまま甘兎庵のお品書きにも載せているためにチノやリゼからは当惑された。それでもココアからは解読出来る程に理解されていた。出会ってすぐに親友となったココアのことをとても気に入っており、荷物をまとめて家に来ないかと誘ったことがあったり、ココアとクラス分けの話をした際にも彼女のある一言を聞いたことで「自分と違うクラスになっても寂しくない」と勘違いしてシャロの前で大泣きしたこともある。ラビットハウスと違ってバイト仲間がいないことを気にしており、店では良くラビットハウスごっこをしたり、本心ではシャロを甘兎庵に誘いたいと思っていた。また、ココアが帰省によりいない時には「季節外れのココア祭り」を提案するなどのチノと同様に重度のココアホリックに罹患していた。
魔術やオカルトの知識は祖母譲りで、祖母に教わった民間療法をシャロに対して実践しているが、その効用については信じていない部分があり、それ故にホラー映画好きにもなっている。また、シャロによれば独特なネーミングセンスは幼い頃にラビットハウスのメニューを見たことで危機感を抱いたかららしく、また人の影響を受けやすいためにココアやリゼに感化されて唐突に「○○月間」などと称して店や制服の雰囲気を変えることも少なくない。
ボートを凄まじい速度で漕げるなどの力は強い一方、体力が極端に低いために持続せずに激しい運動や重たいものを運ぶと倒れこむ事が多い。飛んでくるものを避けることに関しては強運を発揮して対処出来る。また、悪意はないが、やたらボケることに異様な執着を持っており、毒キノコを採取した時には素直なメグに突っ込みを入れられるまで黙ったこともある。
高校2年での文化祭ではココアとともに実行委員を務め、このときの頑張りを評価されて生徒会長選挙に推薦を受けた。
高校卒業後は甘兎庵で働きつつ木組みの街の大学に通うことを目指している。
シャロ / 桐間紗路（きりま しゃろ）
声 - 内田真礼
血液型：A型、誕生日：7月15日、身長：151cm→153cm、ココアと同学年。
甘兎庵の隣に住んでいる少女で、リゼの学校の後輩。ウェーブの掛かった（くせ毛）金髪で、カチューシャを良く着用している。格好良い先輩であるリゼのことを慕っており、不良野良うさぎに襲われそうになったところを助けてもらったことで知り合った。
幼馴染の千夜とは長い付き合いがあり、「大人になってもずっと一緒」と言われるほどに深い関係である。
真面目な性格で、他者がボケた時や間違ったことをした際は的確にツッコミをいれているが、反面では何かにリゼが関わると自らもボケることがある。ココアたち同級生に比べて控えめなスタイルを気にしており、巨乳に対してトラウマを持っている。
実家は貧しく、両親は出稼ぎに出ている。自身も、生計を立てるべく、普段はハーブティー専門の喫茶店であるフルール・ド・ラパンでバイトをしている。彼女がフルール・ド・ラパンで働き始めたのも会計時に所持金が足りなかったため店長に皿洗いをさせられたのがきっかけだった。他にも、クレープの屋台やジェラートスタンドなどでもバイトをするといった具合に、様々なバイトで多忙な毎日を送っている。また、バイトの関係でコスプレをすることも少なくなく、後述の怪盗ラパンのコスプレをよくしている。実家は古びていて小さく、千夜の家の隣にあるということもあり、当初ココアには「千夜ちゃんちの物置」と勘違いされるほどで、自身も「お化けが出そうな家」と語っている。
コーヒーは嫌いではないが、カフェインを摂取するとハイテンションになって性格が変わってしまう体質で、それを自覚しているため、人前ではコーヒーを控えていたり、バイト先もコーヒーを扱わない業態や業種を選ぶようにするなどの普段から配慮している。
リゼと同じ、秀才やお嬢様が多く通っている学校に学費免除の特待生で入学できるほど、成績はかなり優秀で、辞退こそしたが生徒会長に推薦されたこともある。勉強を教えるのもうまいためチノから尊敬されており、シャロもしっかり者のチノを気に入っており「妹に欲しいぐらいだ」と語っていた。勉学以外でも多彩な一面があり、バイトが忙しいために部活動はしていないが、幼少期に甘兎庵で遊んだ吹き矢が得意で、小さな的でも真ん中に当てることができ、また前々から興味があったバレエもそつなくこなしていた。
上述の不良野良うさぎとは街で度々遭遇しており、遂には家に住み着かれてしまったが、この際仲良くしてみてはどうかと千夜やリゼに勧められたことでうさぎ嫌いを克服するために「ワイルドギース」と名付けて飼っている。また、嫌がりながらもうさぎ小屋を手作りしてあげたりしており、その様子を見た千夜からツンデレと評されていた。
夏になると千夜にホラー映画鑑賞や怪談や肝試しなどに誘われるものの、毎年断っており、ホラーもの全般が苦手である。また、メグやマヤから肝試しに誘われた際も断っているが、千夜から肝試しを「探検」であると言いくるめられ、肝試しに参加した時には千夜をリードするなどの成長した姿を見せていた。
将来は都会の国立大学へ進学することを目指している。
マヤ / 条河麻耶（じょうが まや）
声 - 徳井青空
血液型：O型、誕生日：8月8日、身長：140cm→146cm、チノと同学年。兄がいる。
チノの友達で、中学時代のクラスメイト。チノ、メグとともにチマメ隊を構成する。ボーイッシュな容姿と性格で、サッパリとしており、年上相手にも砕けた口調で話すことが多い。また、チノよりも小柄で、八重歯が特徴的である。
テレビで見聞きしたCQC（Close Quarters Combat：近接格闘）が出来ると言ったことから年下ながら軍の関係者とリゼに勘違いされ、マヤ本人もリゼを自分と同じマニアだと勘違いしてそのまま親近感を持たれてしまっている。また、リゼに違和感を覚えてはいるものの、特に訂正する機会もなく、勘違いされていることには気付いていない。
勉強は出来る方で、成績が良いことからリゼやシャロが通う高校に特待生試験の話が来ている。当初はお嬢様が多いことに抵抗を感じていたが、のちに正式な進学先と定めた。シャロやリゼに家庭教師を頼んでいる。メグとは幼馴染みの関係にあり、共にバレエを習っていたことがある。リゼやシャロが通うお嬢様学校の受験に合格し、中学校を卒業。お嬢様学校の制服ではネクタイを選択し、その上からパーカーを羽織っている。
ゲーム好きで、ティッピーを倒して経験値を得ようとしたことがある。
メグ / 奈津恵（なつ めぐみ）
声 - 村川梨衣
血液型：A型、誕生日：11月2日、身長：145cm→152cm、チノと同学年。
チノの友達で、中学時代のクラスメイト。チノ、マヤとともにチマメ隊を構成する。優しい性格で、礼儀正しく、パン作りが上手なココアのことを「素敵な人」として目標にしたり、フルールで働くシャロが「キラキラして見えた」と言って学校の職業体験にフルールを選んだりしているが、反面では素直すぎてマヤ達に唆されることも度々ある。年上に対しては基本的に「〜さん」とさん付けで呼ぶが、ココアに対しては「ココアちゃん」とちゃん付けで呼ぶ。
手先はさほど器用な方ではなく、お菓子作りには成功したが、ココアに制服を着せてあげることができないなどの失敗も多い。個性豊かな周りに比べ、自身が普通であることをやや気にしている。また、母親がバレエ講師であることからその昔に習っていたことがあり、バレエ組曲などの楽曲に身体が勝手に反応してしまう。あがり症のために続けることが出来なかったと語っているが、後にはときどきバレエ教室で母の手伝いをするようになった。みんなが目を回すような高速回転でもバレエの経験がある故か平気である。また、ヒップホップダンスも得意である。
母親の薦めもあって、進学先はマヤと同じくお嬢様学校を考えており、ココアや千夜に先生を頼みつつ、新しい自分を見つけたいと思っている。リゼやシャロが通うお嬢様学校の受験に合格し、中学校を卒業。お嬢様学校の制服ではメグ達の入学時から選べるようになったリボンを選択している。

### 主要人物の親族
ティッピー / ティッピーゴールデンフラワリーオレンジペコ
声 - 清川元夢
ラビットハウスで飼われているメスのアンゴラうさぎだが、正体はラビットハウスのオーナーで、チノの祖父である。うさぎとしては珍しい品種であるためか、最初の頃は千夜に「犬」と間違われたり、リゼから「毛玉」と呼ばれることも少なくなかった。また、普段は孫のチノの頭の上に乗っていることが多く、モフモフとした姿からココアに好かれており、チノが不在の時はココアの頭上に乗ることもある。
現状のようになった理由や経緯は作中では明かされていないが、劇中のチノの発言などによると祖父自身は亡くなっている。姿はうさぎでも、ココアなどの若い女の子に抱きつかれることには抵抗がある。また、生前にココアと出会っており、その際もうさぎになりたいと思っていたようで、実際は「夏は暑苦しそうだから」とティッピーのようなうさぎにはなりたくなかったとも語っていたが、それなりにうさぎとしての容姿にも愛着や自信を持っている。
人間だった頃は粋人だったらしく、チェスを嗜んだりもしていた。また、正体は家族以外には秘密らしく、前述のように普段声を発する時はチノの腹話術ということにしているが時折、勝手に自ら喋る事が多くチノが不在の場合でも喋ることがある。また孫のチノを大事に思っており、心配で様子を見に行ったり、チノが他のことに夢中になるとショックを受けたりすることもしばしばある。ティッピーが空に還ることをチノが心配したときには、天国に門前払いされていると述べた。
幼いココアと公園のベンチで出会ったのが約10年前であるらしく、うさぎの年齢としてはかなりの高齢である。また、たまに裏声を出すこともあるが、生前にその声で慰められていた青山からは「気持ち悪い声」と評されていた。
自分で始めた喫茶店には相当な思い入れがあるようで、チノがバレエを始めた時は家業を継いで貰えなくなるのではないかと焦ったり、ココアが思いつきでダーツか吹き矢をラビットハウスで始めたいと提案した時には「せめてダーツにして」と店の雰囲気を気にしている。また、息子への対抗心が強く、タカヒロがバーのマスターとして高く評価されたり、前述の吹き矢などで持て囃されると機嫌が悪くなることもある。
チノと感情や表情がリンクすることがある。回によってはココアと感情がリンクすることもある。
ココアの実家から木組みの街へ戻る列車の中で、ココアに将来の夢を語るチノの様子に安心して祖父は天に帰った。以後は言葉を話さない本来のティッピーに戻り、メスのアンゴラうさぎとして登場する。
香風タカヒロ（かふう タカヒロ）
声 - 速水奨
チノの父親で、ラビットハウスのバータイムのマスター。とてもダンディな容姿と性格をしており、マヤやメグからは「渋くてカッコいい」と言われているが、反面では可愛らしいお弁当を作ったり、うさぎ柄のネクタイを喜ぶなどのファンシーな事物を好んでいる。青山ブルーマウンテンの書いた小説の登場人物のモデルにもなっており、チノによるとかつて経営難だったラビットハウスを得意のジャズで盛り上げて救ったことがあるらしく、またリゼの父親とは戦場での昔馴染みという関係もあり、現在でもティッピー秘蔵のワインを勝手に譲ったり、自身のバーに飲みに来ては吹き矢で勝負したりと仲の良さが窺われる。店が忙しい時には手伝いを頼むことがある。
多芸で、前述のジャズの他にココアが思いつきで始めた吹き矢を難なくこなしている。また、娘を支える存在としてココアを高く信頼しているようで、「笑顔にするのは君の仕事さ」とチノのことを任せている。
サキ / 香風咲（かふう さき）
声 - 水樹奈々
故人。チノの母親で、タカヒロの妻。銀色の髪色をしており、チノとは対照的に明るい雰囲気を持っていた。亡くなる前にラビットハウスの制服を作成しており、現在使用されている3色の制服の他に黄色や緑色のものも作りかけた。夫であるタカヒロと同様にジャズをやっており、ジャズを歌っている様子を撮影したものを見たココアからは「本物の歌姫」と評されていた。また、整理しなくてはならない程の雑貨があったことからも雑貨蒐集が趣味であったことが窺える。手品がうまく、特に手から飴玉を出す手品が得意だった。ハロウィンのお祭りではココアが不思議な女性から同じ手品を教わった。また、後述のココアの母親とは友人関係にあり、「うさぎちゃん」とのあだ名で呼ばれていた。未練が無くなった義父であるチノの祖父を迎えに現れ、天に帰って行った。
ココアの父
ココアの父親。都会（百の橋と輝きの都）で大学教授をしている。レストランでデザートを先に注文するなど、ノリが良い性格。
保登ちよこ（ほと ちよこ）
声 - 皆口裕子
ココアの母親。ココア曰く着物などが好きである。ココアから送られてきた写真を見て「元気そう」と安心しているが、一方では帰省したココアが軍人の真似をしたり、節約家になったり、突然商品のあんぱんの名称に「闇を抱く色黒ジョニー」を提案したりと様々な影響を受けたココアの交友関係が健全なものであるのかと懸念を示していた。ココアとモカがハイタッチして仲良くしているところを羨ましそうに見たり、ココアを起こしに行って逆にもふもふされたりとお茶目な一面もあるが、母親としてココア自身の意思での決断を促すなどしっかりとした一面もある。チノの母親とは学生時代に友人だったことが示唆されているが、曰く、天然な性格で歌や手品が上手な、姉妹のような間柄だった。そのせいか本人曰く、チノの父親に対して少し嫉妬してしまうとの事。
モカ / 保登モカ（ほと モカ）
声 - 茅野愛衣
血液型：O型、誕生日：3月13日、身長：162cm。
ココアの姉。ココアと同様に社交的な性格で、ココアからは「優しい」と評されている。二人の弟（ココアにとっては兄たち）を躾けていた過去を持っており、チノやリゼに普段のココアが茶番としか思えないと感じさせるほどの「姉オーラ」がある。一方かなりのシスコンのようで、自分と同じ学校に通うものと信じていたココアが姉離れしていくことに寂しさを感じている。ココアから1ヶ月間文通拒否を言い渡された際に取り乱したり、ココアから「嫌い」と宣言されると意気消失したりするほどである。
作ったパンはチノいわく涙が出るほど美味しく、シュトーレンも好評であるが、スコーンはココアいわくトラウマになるほどに不味い。サイフォンからコーヒーを淹れた際は母親から酷評されており、飲んだ本人も泥水と認めている（後に泥水から白湯になった程度の味になった）。一方ラテアートの技術は妹のココアよりも優れており、チノの心を奪った。姉らしくココアの良いお手本になろうと努力してきた過去があるが、ココアにそれを知られるのは避けたがっている。上述のラテアートも、こっそりタカヒロから特訓を受けていた。また、青山ブルーマウンテンのファンで、最初に出会った際には気付かなかったものの、帰る間際でそれを知って麺棒にサインを貰っており、更にはココアの成長を認めてその麺棒を譲っている。
びっくりさせること（サプライズ）が好きで、度々ココアたちを驚かしているが、後にココアが帰省した際にはココアと共にパンの配達を行うことを要請されて、自転車を習得したことを自慢気に語るココアを尻目にスクーターの二人乗りを提案しており、「決して超えられない壁」が確かに存在することをココアに対して示していた。また、配達の際にはウィリー走行を行って楽しくやっている内にココアを乗り物酔いさせることにより嘔吐をさせている。後に移動販売車を使用する様になるが、運転技術はドリフトを使おうとするなど乱暴である。
保登ケイ（ほと ケイ）、保登イツキ（ほと イツキ）
声 - 原田薫、徳井青空
モカの弟でココアの兄たち。それぞれ弁護士の卵、科学者の卵として実家を離れており、同じく大学教授をしている父親と共に都会にいる。また、幼い頃はココアに六法全書を読むようにせがまれたり、一緒に素数を数えたりするなどしていた。作中では回想シーンのみの登場であり、現在の容姿は不明。
リゼの父
声 - 東地宏樹
左目に眼帯をしているリゼの父親。娘と違って茶目っ気の多い性格で、「盛り上がる」という理由でハプニングを仕掛けることもあるが、またリゼがメイドの格好をしていた際には陰から嬉しそうに見守るなどの温かみのある一面も見せていた。また、チノの父であるタカヒロとは友人関係にあり、ラビットハウスのバータイムに顔を出しては思い出に浸りながら吹き矢に興じている。ラビットハウスが急な人手不足の際は手伝いに来ている。タカヒロとの吹き矢対決で負けた際にも1日店員として働いており、文句を言いつつ接客を行なっていた。
千夜の祖母
声 - 一城みゆ希
千夜のおばあちゃん。幼少期の千夜によれば周囲から「オニババア」と呼ばれ、職業体験として甘兎庵で働くことになったチノにも厳しく接していたが、一方では素直ではないながらも和菓子を振る舞うなどの優しい一面もある。また、チノの祖父とは因縁があり、曰く「最中が嫌い」かつ「欲張り」だったらしく、互いに「ジジイ」や「ババア」と呼び合っており、それ故にチノに対して仏頂面が祖父に良く似ていると語ったこともある。
千夜によると吹き矢の名人である。また、千夜とシャロがメグの整髪をそれぞれ自分がやると言い争っていた時に割って入り、メグの髪形をストレートパーマにしたこともある。
千夜の父
千夜の父親。和菓子職人。作中では言及のみで未登場。
宇治松千鳥（うじまつ ちどり）
千夜の母親。バイヤーの仕事で各地を巡っている。シャロの両親の工房の食器を贔屓にしている。
あんこ
甘兎庵のオスの看板うさぎ。頭に王冠を乗せている。恥ずかしがり屋で、基本的に置物と思われるほどに大人しいが、シャロやティッピーを見ると勢い良く飛びついている。また、千夜曰く羊羹を食べている。
小さい頃からシャロを良く噛んでいたためにシャロのうさぎ嫌いのきっかけにもなっており、現在も彼女からは苦手とされている。また、しょっちゅうカラスにさらわれては突然空から落ちてくることがある。
千夜とは彼女が幼少期に初めて甘兎庵の宣伝をしていた時にシャロの頭に乗っている状態で出会っており、その際に千夜を励ましたことがきっかけで甘兎庵に住み着くようになった。
シャロの父
シャロの父親。陶器職人。作中では言及のみで未登場。両親共に年に数回は帰宅している。
シャロの母
シャロの母親。陶器職人で、夫と共に都会で陶器工房を営んでいる。千鳥の友人であり、甘兎庵の食器も作成している。
ワイルドギース
シャロの家に住み着いたうさぎ。右目の十字傷に特徴的な強面もあって野良だった頃は「不良野良うさぎ」としてシャロから恐れられていたが、家賃代わりに草を置くなどの義理堅いところもある（シャロが庭で育てていたハーブなために実質的には払っていない）。ティッピーやあんこと違って家の外にあるうさぎ小屋に住んでいるが、家に入ってシャロにじゃれつくことがある。食事に関してはシャロとの間に各自調達という約束が交わされており、またティッピーに対しては唾を吹きかけるなどの邪険に扱う描写がある。
生体のうさぎではないが、リゼとチノは同名のうさぎのぬいぐるみを持っている。チノのものは、ココアが来るよりも昔に、リゼが手作りしてプレゼントしたものである。後に同じシリーズのうさぎのぬいぐるみを皆で作り、7人（ココア、リゼ、千夜、シャロとチマメ隊3人）全員が持つこととなった。
メグの母
声 - 井上喜久子
メグの母親。普段はバレエの講師をやっており、多くの生徒を指導している。チノがバレエを習う際には見学に来たココアたちにもバレエを体験させ、またお嬢様が多くいる学校に通うリゼとシャロをバレエの生徒に勧誘するなど、抜け目がない。

### 学校のクラスメイト
ユラ / 狩手結良（かれで ゆら）
声 - 大西沙織
血液型：O型、誕生日：1月12日、身長：160cm。
「お嬢様学校」の吹き矢部部長、リゼと同学年。ただし、吹き矢は下手。特殊部隊の父親を持ち、リゼとは父親の繋がりで昔馴染み。高校卒業後はリゼと同じ大学の学部へ進学。リゼの実家で給仕のアルバイトを行っている。ココアたちが旅行に出ている間は、リゼの父とともにラビットハウスの手伝いをしていた（この時はリゼの制服を無断で着用していた）。大学に通い始めてからは、フユと同じブライトバニーの店舗でもアルバイトをしている。掴みどころがなく、他人を唆してからかうことがある。しかし、からかった相手に思いもよらない返答や行動をされると、普段と大きく異なる表情を見せる。
ナツメ / 神沙夏明（じんじゃ なつめ）
声 - 種崎敦美
血液型：AB型、誕生日：6月15日、身長：151cm。
都会へ向かう列車でココアたちと乗り合わせたお嬢様の一人、チノと同学年。双子の妹。金髪のショートカット。エルのことは呼び捨てで呼ぶ。都会ではココアたちの隣のホテルに宿泊していた。カフェチェーン店「ブライトバニー」の社長の娘で、お嬢様学校へ進学し、メグと同じクラスになる。クラスでは、転校が多く仲良くしすぎると離れた時辛いとの理由からクラスでは引っ込み思案な性格を装っていた。エルと比べるとしっかり者で、高校へ行く前にエルの面倒を見るなど、エルのことをフォローすることが多い。
エル / 神沙映月（じんじゃ える）
声 - 上田麗奈
血液型：AB型、誕生日：6月15日、身長：151cm。
ナツメの双子の姉、チノと同学年。金髪のロングヘアー。ナツメのことはちゃん付けで呼ぶ。メグと一緒に遊んでくれたお礼に小切手に好きな金額を書かせようとしたり、メイド姿のココア達と友達になるためにチップを多く渡そうとしたりするなど、やや金銭感覚が庶民離れしている。ナツメと共にお嬢様学校へ進学し、マヤと同じクラスになる。クラスではナツメと同様の理由からクールな性格を装っていた。ナツメと比べると明るい性格で、人前でポーズを決めるのにも抵抗がないほか、ホラーに対する耐性もかなり強い。
お嬢様学校に進学したマヤ、メグ、ナツメ、エルの頭文字（マメ、ナエ）から「豆苗隊」とリゼに命名されている。
フユ / 風衣葉冬優（ふいば ふゆ）
声 - 石見舞菜香
血液型：B型、誕生日：1月24日、身長：149cm。
都会のスパのプールで出会った少女。チノと同学年。チェスが強く、腹話術が得意。雑誌で木組みの街の特集記事を読み、その暖かさに憧れて木組みの街にやって来た。高校はココア達の通う学校へ進学し、チノと同じクラスになった。学校の紹介でオーナーが住み込みを募集していた「ブライトバニー」の木組みの街の店に下宿している。大人しい性格で、集団での会話が苦手。しかし、笑顔の研究のために喫茶店員にスマイルを注文するなど、強気な面もある。ココアのことは「ココ姉」と呼んでいる。木組みの街に来るまでは友人が存在していなかったことが示唆されている。
委員長 / マイ
声 - 日笠陽子
ココアと千夜の2年生時のクラスの学級委員長。眼鏡を掛けたロングの少女。実は「お嬢様学校」が第一志望だった。クラス内の生徒会長選挙に推薦は千夜に僅差で敗れたが、千夜の辞退により、後に生徒会長となった。3年生時は千夜のクラスメイト。
レイ
声 - 田澤茉純
ココアと千夜の2年生時のクラスメイト。セミロングの少女。千夜は「クラスの番長」、ココアは「クラスの妹」と評価した。3年生時はココアのクラスメイト。
カノ
声 - 嶺内ともみ
ココアと千夜の2年生時のクラスメイト。ショートカットの少女。居候先は大工。ココアとは冗談を言い合う仲。3年生時はココアのクラスメイト。
あんず / 杏
声 - 桑原由気
ココアと千夜の2年生時のクラスメイト。ツインテールの少女。ココアの下宿先の話をよく聞いている。文化祭ではリゼをオクトーバーフェストの衣装に着替えさせた。3年生時は千夜のクラスメイト。
なっちゃん
声 - 貫井柚佳
ココアと千夜の2年生時のクラスメイト。ボブカットに小さいサイドテールの少女。当初は「お嬢様学校」を警戒していた。文化祭ではシャロをオクトーバーフェストの衣装に着替えさせた。3年生時は千夜のクラスメイト。
ミキ
声 - 伊藤彩沙
ココアと千夜の2年生時のクラスメイト。ショートカットで後ろ髪の撥ねた、ヘアピンをクロスさせた少女。文化祭の準備時に他のクラスの情報を仕入れてきた。名前はアニメ3期で名付けられたもので、原作では不詳。
カリン
声 - 白城なお
ココアと千夜の2年生時のクラスメイト。後ろ髪をまとめた少女。文化祭の準備時に他のクラスの情報を仕入れてきた。名前はアニメ3期で名付けられたもので、原作では不詳。

### 街の人々
青山ブルーマウンテン（あおやま ブルーマウンテン） / 青山翠（あおやま みどり）
声 - 早見沙織
血液型：B型、誕生日：10月27日、身長：163cm。
ココアが公園で出会った女流小説家。時々眼鏡をかけている。学生時代にラビットハウスの常連だったことがあり、今は亡きマスター（チノの祖父）に勧められたことから小説の投稿を始めて現在は小説家になっている。また、映画化もされた『うさぎになったバリスタ』はラビットハウスをモデルに執筆しており、かつてラビットハウスが経営難だった頃にマスターが「いっそうさぎになりてぇ」と愚痴っていたのも参考にしていた。
落ち着いた性格で、おっとりとしているが、やや人見知りで、人と目を合わせるのが苦手である。また、観察と称して時折従業員のスカートの中を覗き込もうとするなどのセクハラ行為に及ぶことがあり、また気付いたらすぐ近くにいたりするなどの自然に溶け込めるような面もある。
一時は想い出の万年筆を無くしたことから来るスランプで小説を書けなくなって自主的に失職してしまうという事態に陥ったこともあり、就職先に困っていたところをチノに拾われてバータイムのラビットハウスで働くことになっていた。また、長らく通っていなかったためにマスターの訃報を知らず、逆にティッピーがこっそり小説の感想を伝えて、拾った万年筆を返したことから再起してシャロや甘兎庵をモデルにした新作『カフェインファイター』を書き上げた。さらに、モデルという本編中での直接言及はない（単行本8巻現在）がシャロによく似た主人公の『怪盗ラパンシリーズ』はアニメ化もされている。またバーテンダーにも嵌まってしまったらしく、小説家に復帰した後もラビットハウスでの仕事を続けている。
中学生までは父によくロイヤル・キャッツに連れて貰った縁で百の橋と輝きの都に在住していて、そこの高校の受験に落ちたため木組みの街に来たという経緯がある。学生時代はリゼやシャロと同じ学校に通っており、吹き矢部と迷った後に文芸部に所属したが、ふらふらと余所の部活に現れては適当なアドバイスで勝利に導くいわば「ミス・エメラルド」として名を馳せていた。また、マヤから「青ブルマ」と呼ばれたことがある。
長い間ティッピーの中身がマスター（チノの祖父）であることに気付いていなかったが、過労で倒れラビットハウスで療養することになった際にようやくそれに気付くことになった。
真手凛（まて りん）
声 - 木村珠莉
血液型：A型、誕生日：5月4日、身長：159cm。
青山ブルーマウンテンの担当である編集者で、彼女の学生時代からの後輩。学校へは特待生として入学していた。「生論社」に所属し、自身も雑誌の記事を執筆している。職務に熱心で、青山ブルーマウンテンの気ままな行動に度々振り回されており、探して彼女を見つけては怒鳴って連れ戻している。もっとも仲は良好なようで、彼女の休日の戯れにも喜々として付き合っている。普段は「青山先生」と呼んでいるが、酔っている時などは彼女の本名である「翠ちゃん」と呼ぶこともある。また、シャロの怪盗ラパン姿を見て興奮したり、きぐるみでのサイン会を企画するなど作品に対する思い入れも強い。意外と抜けた部分もあり、間が悪いことが悩み。コーヒーは苦くて苦手であるが、チノの特製ブレンドは飲むことができる。
ココアからは「凛ちゃんさん」と呼ばれている。
フルール・ド・ラパンの店長
「フルール・ド・ラパン」の木組みの街の店の店長。フルールの制服は彼女の趣味のよるもので、彼女自身も同じ制服を着て接客している。初期のコンセプト案では童話をモチーフとしていたが、迷い過ぎた結果現在の制服に落ち着いたという。

### 都会の人々
ロイヤル・キャッツの支配人
ロイヤル・キャッツの支配人。副支配人と2人でホテルを経営している。副支配人と共に、とぼけた性格である。
ロイヤル・キャッツの副支配人
旅先のホテルであるロイヤル・キャッツの副支配人で受付。目が悪い。青山ブルーマウンテンが幼い頃に支配人と共に青山ブルーマウンテンの乳母をしていた。パン作りが得意。
ノワール
ロイヤル・キャッツのビッグボスの猫。あんこに似ている。千夜は名前を知る前から「ぼたもちノワール」と呼んでいた。

## 舞台・用語
作品全体を通して、大陸ヨーロッパ風の家屋が目立つ街並み、クリスマスマーケットを始めとした露天商など、建築物・構造物・雑貨・大衆文化などは史実の日本とは大きくかけ離れている。看板や広告に用いられる言語は日本語・フランス語・英語・ドイツ語などが混在しており、通貨は円が用いられ、鉄道は右側、道路（車両）は左側通行となっている。

### 木組みの街
作品冒頭でココアが引っ越してきた、本作品のメインとなる舞台。街の正式な名前は明言されておらず、「木組みの家と石畳の街」もしくは「木組みの街」と形容される。作者曰く、フランス・アルザス地方のストラスブールやコルマールの街並み、ハンガリーの温泉チェス（セーチェーニ温泉）など、ヨーロッパの色々な世界観を広く浅くモデルにしているとされる。このため、テレビアニメの制作にあたってはコルマール、ストラスブール、モンマルトル、リクヴィール、エギスハイムの街への取材旅行を行った。街にはラビットハウス、甘兎庵、フルール・ド・ラパンなど主要登場人物にゆかりのある喫茶店をはじめ、いくつかの学校、図書館、温水プールなどがある。公園や街路には野生の兎が多く生息している。

#### シスト
街の住民の間で親しまれている宝探しゲーム。街の至る所に宝の地図が隠されている。

#### 怪盗ラパン
青山ブルーマウンテン原作の子ども向けアニメ。テレビ放送されており、ハロウィンの時期には街の住人が登場人物のラパンや警部に扮するなど、認知度は高い。

### ココアの故郷
ココアの実家「ベーカリー保登」がある、木組みの街から鉄道を使ってしばらく移動した場所にある海辺の田舎街。ココアの実家は携帯の電波も繋がらないほど街から離れた山奥にあり、ココアは通話をするためわざわざ街の中心まで出かけた。

### 百の橋と輝きの都
単行本8巻から9巻前半の旅行編の舞台となった都会。街中にはトラム（路面電車）が走っており、ホテル『ロイヤル・キャッツ』や遊園地などがある。

## 書誌情報
Koi 『ご注文はうさぎですか？』芳文社〈まんがタイムKRコミックス〉、既刊12巻。日本国外では、台湾で尖端出版により翻訳版が出版されており、各単行本のほかに1巻から3巻、1巻から4巻、1巻から6巻、1巻から7巻の合冊も発行されている。コミックスは3巻以降、本誌掲載順と単行本収録順が異なっており、単行本向けに再構成が成されている。2021年8月からはB5サイズの完全版コミックス『ご注文はうさぎですか？ Complete Blend』が刊行されている。

### 単行本
| 巻数 | タイトル                  | 発売日         | ISBN              | 台湾での発行日 | 台湾でのISBN/EAN      |
| ---- | ------------------------- | -------------- | ----------------- | -------------- | --------------------- |
| 1    | ご注文はうさぎですか？ 1  | 2012年2月27日  | 978-4-8322-4119-0 | 2013年6月4日   | EAN 471-7-7022-5505-3 |
| 2    | ご注文はうさぎですか？ 2  | 2013年2月27日  | 978-4-8322-4269-2 | 2013年8月20日  | EAN 471-7-7022-5648-7 |
| 3    | ご注文はうさぎですか？ 3  | 2014年3月27日  | 978-4-8322-4420-7 | 2014年8月8日   | EAN 471-7-7022-6213-6 |
| 4    | ご注文はうさぎですか？ 4  | 2015年9月26日  | 978-4-8322-4617-1 | 2016年2月5日   | EAN 471-7-7022-6896-1 |
| 5    | ご注文はうさぎですか？ 5  | 2016年8月27日  | 978-4-8322-4734-5 | 2017年2月6日   | EAN 471-2-9663-5156-5 |
| 6    | ご注文はうさぎですか？ 6  | 2017年11月9日  | 978-4-8322-4894-6 | 2018年2月1日   | EAN 471-2-9663-5343-9 |
| 7    | ご注文はうさぎですか？ 7  | 2018年11月7日  | 978-4-8322-4990-5 | 2019年4月10日  | 978-9-5710-8494-7     |
| 8    | ご注文はうさぎですか？ 8  | 2019年9月27日  | 978-4-8322-7119-7 | 2020年1月31日  | 978-9-5710-6583-0     |
| 9    | ご注文はうさぎですか？ 9  | 2020年12月25日 | 978-4-8322-7237-8 |                |                       |
| 10   | ご注文はうさぎですか？ 10 | 2021年12月25日 | 978-4-8322-7333-7 |                |                       |
| 11   | ご注文はうさぎですか？ 11 | 2023年2月22日  | 978-4-8322-7438-9 |                |                       |
| 12   | ご注文はうさぎですか？ 12 | 2024年3月27日  | 978-4-8322-9533-9 |                |                       |

### 完全版
| 巻数 | タイトル                                | 発売日         | ISBN              |
| ---- | --------------------------------------- | -------------- | ----------------- |
| 1    | ご注文はうさぎですか？ Complete Blend 1 | 2021年8月26日  | 978-4-8322-7302-3 |
| 2    | ご注文はうさぎですか？ Complete Blend 2 | 2021年9月27日  | 978-4-8322-7307-8 |
| 3    | ご注文はうさぎですか？ Complete Blend 3 | 2022年9月27日  | 978-4-8322-7399-3 |
| 4    | ご注文はうさぎですか？ Complete Blend 4 | 2023年10月27日 | 978-4-8322-7495-2 |
| 5    | ご注文はうさぎですか？ Complete Blend 5 | 2025年3月27日  | 978-4-8322-9625-1 |

### アンソロジーコミック
2014年から2017年まで年1冊程度のペースで発売されていた。既刊4巻。いずれも発行は芳文社〈まんがタイムKRコミックス〉。
| タイトル                                                           | 発売日         | ISBN              |
| ------------------------------------------------------------------ | -------------- | ----------------- |
| ご注文はうさぎですか？ アンソロジーコミック 1                      | 2014年4月26日  | 978-4-8322-4436-8 |
| ご注文はうさぎですか？ アンソロジーコミック 2                      | 2015年9月26日  | 978-4-8322-4618-8 |
| ご注文はうさぎですか？ チマメ隊 アンソロジー 〜Happy Diary!〜      | 2016年11月25日 | 978-4-8322-4768-0 |
| ご注文はうさぎですか？ ラビットハウスアンソロジー 〜coffee break〜 | 2017年11月9日  | 978-4-8322-4894-6 |

### 画集
- Koi『「ご注文はうさぎですか？」画集 Cafe du Lapin』芳文社〈まんがタイムKRコミックス〉、2014年5月27日発売[273]、ISBN 978-4-8322-4448-1
  - 台湾で翻訳版が2015年2月11日に刊行されている[274]。
- Koi『「ご注文はうさぎですか？」画集 Café du Soleil』芳文社〈まんがタイムKRコミックス〉、2020年10月27日発売[273]、ISBN 978-4-8322-7225-5
- Koi『「ご注文はうさぎですか？」画集 Café de Étoile』芳文社〈まんがタイムKRコミックス〉、2020年11月26日発売[273]、ISBN 978-4-8322-7232-3

### 関連書籍
- 『ご注文はうさぎですか？ TVアニメ公式ガイドブック Memorial Blend』芳文社〈まんがタイムKRコミックス〉、2014年9月27日発売[273]、ISBN 978-4-8322-4486-3
- 『ご注文はうさぎですか?? TVアニメ公式ガイドブック Miracle Blend』芳文社〈まんがタイムKRコミックス〉、2016年3月26日発売[273]、ISBN 978-4-8322-4683-6

## ゲーム

### アナログゲーム

#### 体感型ゲーム
ご注文はうさぎですか?×ナゾメイト ココアたちと一緒に、思い出のコーヒーを作ろう！
謎解きゲームイベントとしてナゾメイトの主催で、浅草ヒューリックホールで2014年5月2日から5月5日にかけて一日につき4回行われた。公演型。

ご注文は謎解きですか??
ゲームキットを手に巡る周遊型のゲームイベントと持ち帰り型の謎付きグッズ 。
ご注文は謎解きですか??（2018年版）
謎解きゲームイベントとしてEXIT TUNESおよびナゾトキアドベンチャー（Bad News）の主催で、なぞともカフェの渋谷店・名古屋栄店･京都新京極店・なんばパークス店・福岡天神店で2018年7月19日〜9月2日にかけて行われた（正確には販売開始時期は店舗によって異なる）。期間延長でなぞともカフェ渋谷店・名古屋栄店にて2018年9月の土日祝日、追加公演でアニメイト仙台店にて2018年10月〜11月の限られた日にちにも受付された。2019年4月29日のキャラクターコンテンツ総合見本市character1 2019でも再演された。後述のご注文は謎解きですか??（2019年版）とは内容は異なる。
ご注文は謎解きですか?? 謎付きクリアファイル （2018年版）
上記の初回のイベントから自宅で楽しめる持ち帰り謎付きクリアファイルが発売された。以下、その各タイトルと謎制作した団体。
- 初級編：チマメ隊ver.「対ティッピー用捜索部隊、通称チマメ隊」（謎制作：ナゾトキアドベンチャー）
- 中級編：ココア＆千夜ver.「甘美なる兎の羽衣スペシャル」（謎制作：京都大学謎解き制作団体ハードナッツ）
- 上級編：リゼ＆シャロver.「リゼとシャロと宝の地図」（謎制作：JOKER PROJECT）

ご注文は謎解きですか?? EXTRA EDITION “Tippy in Wonderland”
謎解きゲームイベントとしてナゾトキアドベンチャー（Bad News）の主催で、2019年4月29日のキャラクターコンテンツ総合見本市character1 2019で初お披露目され、2019年6月21日から7月28日にかけて書泉グランデ、2019年9月20日から10月6日にかけて渋谷マルイ・なんばマルイでも行われた。

ご注文は謎解きですか?? character1 EDITION
謎解きゲームイベントとしてナゾトキアドベンチャー（Bad News）の主催で、2019年4月29日のキャラクターコンテンツ総合見本市character1 2019で行われた。上述のご注文は謎解きですか??2018年版の再演とEXTRA EDITION “Tippy in Wonderland”と同時に、謎解きお試し用として、他のご注文は謎解きですか??作品とは異なり無料版として提供された。

ご注文は謎解きですか??（2019年版）
謎解きゲームイベントとしてPONY CANYONおよびナゾトキアドベンチャー（Bad News）の主催で、アニメイト秋葉原本館・名古屋パルコ店・札幌店・大阪日本橋店・福岡天神ビブレ店・仙台店で2019年10月18日〜12月1日にかけて開催された（正確には販売開始時期は店舗によって異なる）。期間延長で仙台店を除き1月13日まで（仙台店のみ12月29日まで）行われた。スマートフォン無料アプリLINEを使用しキャラクターと会話しながらゲームを進める。2018年版とは内容は異なる。
ご注文は謎解きですか?? 謎付きクリアファイル （2019年版）
上記の初回のイベントから自宅で楽しめる持ち帰り謎付きクリアファイルが発売された。以下、その各タイトルと謎制作した団体。
- 初級編：チマメ隊ver.「大人になりたいチマメ隊」（謎制作：Re:cursive）
- 中級編：千夜＆シャロver.「ふいうち風味のラビリンス」（謎制作：京都大学謎解き制作団体ハードナッツ）
- 上級編：ココア＆リゼver.「ラビットハウスの事件簿〜手がかりはうさぎですか？〜」（謎制作：ゆうげん）

#### ボードゲーム
ご注文はボドゲですか?
アナログボードゲームとして2019年12月20日にBad Newsから、はなぺん工房によるルール制作協力のもと発売された。

ご注文はボドゲですか? 〜木組みの街は大騒ぎ〜
アナログボードゲームとして2020年12月24日にBad Newsから、はなぺん工房によるルール制作協力のもと発売。ボードゲーム化の第2弾。

### コンピュータゲーム

#### 携帯型ゲーム
ミラクルガールズフェスティバル
PS Vita用ソフトとして、2015年12月17日にセガゲームスから発売された。ジャンルは11作品のキャラクターが登場するリズムアクションで、本作のキャラクターも登場する。

ご注文はうさぎですか?? Wonderful Party!
PS Vita用ソフトとして、2016年3月3日に5pb.（MAGES.）から発売された。ジャンルは喫茶店アルバイトアドベンチャー。

#### モバイルゲーム
きららファンタジア
ドリコムによるスマートフォン向けのアプリゲーム。2018年11月6日から、キャラクターとしてココアとチノが実装。2019年2月14日からリゼが、同年4月25日から千夜とシャロが、同年9月26日からマヤとメグが、2020年3月18日からモカがそれぞれ追加で実装された。2021年12月28日から期間限定イベント『お正月中止を阻止せよ 十二支大集結!』で青山ブルーマウンテンが実装された。

## タイアップ

### 交通機関
叡山電鉄
アニメ第1期にあわせ、本作のヘッドマークを装着したデオ720形電車2編成が、2014年4月17日から6月30日まで運行された。また、同年5月1日より同社出町柳駅（2種類）・修学院駅・鞍馬駅にて記念入場券が限定販売された。さらにアニメ第2期にあわせ、本作のヘッドマークを装着したデオ720形電車1編成が、2015年10月31日から2016年5月8日まで運行された。

### 食品・店舗
宅麺.com
全国の有名ラーメン店とのコラボレーションを企画。コラボ麺の発売やオリジナルグッズが貰えた。
キュアメイドカフェ
2014年8月1日から8月17日までポストカードの貰えるオリジナルフードメニューの提供や、グッズの先行販売を行った。
アニマックスCAFE
2015年1月13日から 2015年2月22日までコースターの貰える特製オリジナルフードメニューが提供された。
カラオケアドアーズ 秋葉原店
2015年5月1日から2015年5月31日まで４階のフロアジャックのほか、コースターの貰える作品をモチーフにしたオリジナルフードメニューの提供や、描き下ろしデザインのアイテムが手に入る完全オリジナルの限定くじの販売、クレーンゲームに限定缶バッジが登場するといったタイアップを行った。
ジャンボカラオケ広場
2015年6月3日から8月31日コースターの貰える特製オリジナルフードメニューが提供された他、なんさん通り店ではキャラクター別のコラボルームを設置した。
グッドスマイル×アニメイトカフェ 秋葉原店・大阪日本橋店
2015年10月1日から11月29日までコースターの貰える作品をイメージしたオリジナルフードメニューが提供され、限定グッズの販売が行われた。
パセラリゾーツ
同社のハニトーカフェで、2014年7月1日から7月31日、2015年11月25日から 2016年1月4日まで特製オリジナルフードメニューが提供された。また、同社のパセラアキバマルチエンタテインメントとパセラ昭和通り館にて2017年4月29日から5月31日まで、同社のバーリズムにて2017年5月8日から6月11日までそれぞれオリジナルフードメニューが提供された。
すかいらーく
同社のバーミヤンやステーキガストで、2017年6月8日から2017年7月19日まで、ごちうさセットという既存のメニュー（バーミヤンは餃子・ステーキガストはアイスクリーム）とそれぞれの店舗限定の缶バッジがセットになったメニューが提供された。
アニメプラザ 秋葉原店
2017年11月3日から12月10日にかけてフロア内を作品に装飾したり、コースターやランチョンマットの貰えるオリジナルフードメニューが提供された。

### グッズ
nanaco
セブンネットショッピング限定で、『ご注文はうさぎですか？』の複製原画付きのnanacoが2015年5月30日から販売された。
タワーレコード
2015年8月11日から9月14日の期間中、関連CDを購入すると先着で”コラボステッカーA”が、『DJブレンド』を購入すると先着で”コラボステッカーB”が貰えた。キャンペーンで使用された絵柄を使用したコラボグッズも制作され、2015年12月21日より発売された。
art@home
『ご注文はうさぎですか？』のクリスマスデザインキャンバスがart@homeにて2015年12月21日から発売された。
EXILIM
最大500台限定でアドワークスより発売。2015年11月6日〜2015年12月6日まで予約受付、同年12月25日に販売された。カラーモデルはピンク、ホワイト、シルバーから選べ、デザインはピンクが登場人物、ホワイトとシルバーはそれぞれティッピーをイメージしている。オリジナル起動画面とキャラクターと一緒に写真が撮れるダイナミックフォト機能を搭載。
オンキヨー
ハイレゾ対応イヤホン「E700MW」の『ご注文はうさぎですか？』モデルが完全受注生産で2016年2月1日〜ら3月4日まで第1次予約受付、2016年3月7日から3月31日まで2次予約受付された。
ローソン
『ご注文はうさぎですか??』キャンペーンとして、オリジナルグッズや、オリジナル菓子が発売されているほか、購入者特典として先着でグッズが配布される、ローソンのTwitterアカウントをフォローしキャンペーン告知ツイートをすることで希少グッズが当選するなどを実施。
マルイ
2016年7月9日から渋谷マルイにイベントショップ『ご注文はOIOIですか??in渋谷』がオープン。オリジナルグッズの販売や、等身大魔法少女チノのフィギュアやパネルなども多数展示。当初は7月27日で終了の予定だったが、好評につき8月14日まで延長された。
2017年には劇場上映を記念し、渋谷マルイ、新宿マルイアネックス、なんばマルイの3店舗に『ご注文はOIOIですか??』のイベントショップを実施。11月3日から11月26日まで『ご注文はOIOIですか?? in Shibuya』が、11月9日から11月28日まで『ご注文はOIOIですか?? in Shinjyuku』が、11月11日から11月29日まで『ご注文はOIOIですか?? in Namba』がそれぞれオープンした。オリジナルグッズの販売や抽選会などがおこなわれている。
森永製菓
毎年の立冬の日が「ココアの日」として記念日に制定されたことに伴い、それを記念する形で2016年の立冬である11月7日に1日限りのコラボ企画を実施、アニメ公式サイトと森永ミルクココア公式サイトとを相互リンクし、ココアのスペシャルメッセージを配信したほか、東京駅一番街東京おかしランドにある「森永のおかしなおかし屋さん」ではココアのスタンドPOPや記念展示を行った。2017年の立冬である11月7日にもメッセージの配信企画が実施されたほか、これに先立って同年10月24日から特別仕様のミルクココアスティック缶が森永製菓から発売された。2018年11月7日も同様に設定されており、Twitterでのキャンペーンや総合スーパー「イオン」（GMS）（沖縄県を除く）でも森永製菓製品の購入により前後期日の期間限定でグッツ提供を行う。
2019年4月10日のココアの誕生日にちなみ同様のキャンペーンが行われた。
なお森永製菓は新作エピソード（Dear My Sister）の協力企業となっている。
アトレ秋葉原
2017年2月1日から2月14日までイベントショップ『ご注文はアトレですか?? in 秋葉原』でグッズの販売や、バレンタイン描き下ろしイラストのココア、チノ、リゼ、シャロ、千夜が館内外で展示されたり、対象ショップで１会計税込500円以上購入時に『カードください』と伝えると、アトレオリジナルキャラクターカードが貰えた。神田祭と『ご注文はうさぎですか??』とのタイアップ『ご注文はお祭りですか??』とも組んでおり、2017年5月8日から5月31日まで、内容の違う同様のキャンペーンが行われた。2017年11月1日から11月26日まで、アトレ秋葉原の開業7周年と新作エピソードの公開を記念して同様のキャンペーンが行われた。
アキバ・イチ
2017年4月29日から5月14日まで対象店舗にて税込800円以上の会計の上、合言葉を唱えると先着で店舗ごとに異なるコースターが貰えた。新作エピソードの公開を記念して、2017年11月11日から11月26日まで、同様のキャンペーンを実施。
SuperGroupies
アニメやゲームとコラボしたアパレル・雑貨を販売する同ブランドでパンプスとリュックが発売されることになり、2017年9月22日から10月9日まで予約受付された。
Tポイントカード
2017年11月10日から2018年2月28日まで、新作エピソードの公開を記念し『Tカード（ご注文はうさぎですか?? デザイン）』を発行。全国のTSUTAYAでの店頭発行のほか、10月19日から2018年11月30日までネット注文も受け付け。
2019年9月25日から2020年9月30日まで、新作エピソードの公開を記念し『Tカード（ご注文はうさぎですか?? 〜Sing For You〜デザイン）』を発行。
仙台フォーラス
2017年12月9日から12月17日まで、仙台フォーラスにイベントショップ『ご注文はFORUSですか?? in Sendai』がオープン。マルイで開催された『ご注文はOIOIですか??』オリジナルグッズなどの販売や、パネルなどの展示、抽選会などが行われる。

### ゲーム
嫁コレ
2015年3月6日にココア、2015年3月20日にチノ、2015年3月27日にリゼ、2015年12月1日にシャロ、2015年12月8日に千夜のカードが配信された。
太鼓の達人 Vバージョン
2015年7月9日（発売日と同日）から楽曲「Daydream café」が配信された。
ウチの姫さまがいちばんカワイイ
2015年9月12日から9月30日まで第1弾、同年12月11日から12月31日まで第２弾として特別ステージやガチャログインボーナスキャンペーンが配信された。2017年4月22日から5月7日まで新たな書き下ろしを加えて再び実施された。
ヴァイスシュヴァルツ
トレーディングカードゲームで、2016年8月20日にトライアルデッキとブースターパック、2016年12月23日にエクストラブースターが発売。
GeneX
スマートフォン向けオンラインカードゲームで、2016年12月28日よりAndroid版、2016年1月下旬よりiOS版に参戦していた。
オルタナティブガールズ
2016年12月21日から2017年1月23日までキャラクター衣装が得られるコラボログインボーナスキャンペーンが、2016年12月21日から2017年1月10日まで『ご注文はうさぎですか？』の衣装を着たオルティナティブガールズのキャラが得られるコラボガチャが行われた。2020年に復刻開催。
グリモア〜私立グリモワール魔法学園〜
2017年1月23日から2月20日までオリジナルストーリーやログインボーナスキャンペーンなどが配信された。2回目のコラボが2018年2月17日から3月16日まで新たに行われた。
CHUNITHM AIR
2017年2月9日から3月8日まで「Daydream café」と「ノーポイッ！」が先行配信、またキャラクターやアイテムが入手可能だった。
ガールフレンド（仮）
2017年2月15日から2月24日までオリジナルストーリーやキューピッド、ログインボーナスキャンペーンが配信された。
ディバインゲート
2017年4月28日から5月19日までコラボ限定ユニットやポイントスクラッチ、コラボクエストなどが配信された。
ポップアップストーリー 魔法の本と聖樹の学園
2017年5月24日から6月4日まで生徒としてチノがオリジナルの3Dモデルで作中に登場したり、キャラクターの衣装が配信された。
パーフェクト ワールド -完美世界-
2017年11月21日から2018年1月31日にかけてログインボーナスキャンペーンやコラボ限定のアイテム販売したり、30金分のゲーム内アイテムチケットを購入すること1口応募できる抽選でペットが手に入った。
乖離性ミリオンアーサー
2017年11月30日から12月15日にかけてログインボーナスや特別ストーリー、ガチャなどが利用できた。
バンドリ! ガールズバンドパーティ!
2019年4月26日からカバー楽曲として「Daydream café」、「ノーポイッ！」、「ときめきポポロン♪」の3曲を順次追加。またログインボーナスやキャラクターの衣装、期間限定スキンなどが配信された。
ユニゾンリーグ
2020年11月2日から11月18日にかけてココア・チノ・リゼ・千夜・シャロが録り下ろしボイス付きで登場したり、シナリオクエストや報酬などでコラボした。
オンゲキ R.E.D. PLUS
2021年3月31日より楽曲「天空カフェテリア」が実装され、また同年3月31日から5月5日までイベントチャプターでイベントジュエルと交換で各キャラクターのカードを入手できた。
Reバース for you
トレーディングカードゲームで、BLOOMのカード&ローダーセットが2021年4月30日、同じくブースターパックが2020年8月21日が発売。
D4DJ Groovy Mix
2021年6月21日から7月15日にかけて楽曲「Daydream café」をカバーで実装したりコラボガチャやコラボクラブアイテムが配信された。

### お祭り
神田祭
2017年5月13日・14日に行われる同祭でコラボビジュアルが起用されたり、特製グッズが発売された。2017年5月14日に、インターネットTVの神田祭ch では、千夜役の佐藤聡美とマヤ役の徳井青空がゲスト出演した。2019年8月9日に開催されたアニソン・JPOP盆踊り（Tokyo Bon Dance Fest 2019）では、「ご注文はMini DJ Nightですか？？」が開催され、DJ兎猛者（徳井青空）とPandaBoYが出演した。

## 主なイベント

### ステージ・ライブ
AnimeJapan2014 ステージ
東京ビッグサイトにてメインキャスト5名が出演。
AnimeJapan2017 ステージ
2017年3月25日のステージに、チマメ隊の3名が出演。放送中である「ご注文はラジオですか?? 〜チマメ隊のポポロンラジオ〜」のスペシャル出張版として、トークショーなどを行った。
チマメ隊ワンマンライブ Chimame March
2017年6月4日にEX THEATER ROPPONGIにてチマメ隊3名の出演で開催された。また、同年11月18日にZepp Namba（OSAKA）にて大阪追加公演「chimame march in OSAKA」が開催された。
ご注文はオーケストラですか??
2021年2月6日にBunkamuraオーチャードホールにて指揮者中田延亮で公演開催。当初は2020年5月2日・3日に京都コンサートホールで京都公演を、同6月13日に昭和女子大学人見記念講堂で東京公演を、それぞれ開催予定であったが、新型コロナウイルス感染症（COVID-19）の感染拡大の影響を受け公演を中止。2箇所での開催を一時見送り、振り替え公演という形で1箇所で行われることとなった。また、公式YouTubeチャンネルにて『リモート演奏企画』と称して動画が公開されている。これらは演奏楽曲の一部を専用にリアレンジを行い、奏者がそれぞれ演奏した録画映像を1つの動画にしてリモート演奏として公開している。
ご注文はうさぎですか？Petit Rabbit's -ぷちラビバーチャルライブ2022
2022年9月25日にメタバースアプリ『VARK』にて開催されたバーチャルライブ。出演者はPetit Rabbit's（ココア、チノ、リゼ、千夜、シャロ）。
ご注文はうさぎですか？Petit Rabbit's -ぷちラビバーチャルライブ2023
2023年3月11日にメタバースアプリ『VARK』にて開催されたバーチャルライブ。翌3月12日には応援上映も実施された。出演者はPetit Rabbit's（ココア、チノ、リゼ、千夜、シャロ）。
ご注文はうさぎですか？Petit Rabbit's with beans バーチャルライブ2023 ～7つの音色～
2023年7月29日にメタバースアプリ『VARK』にて開催されたバーチャルライブ。出演者はPetit Rabbit's with beans（ココア、チノ、リゼ、千夜、シャロ、マヤ、メグ）。

### 展示会
ご注文はプチ展覧会ですか??
2018年1月13日に豊洲PITにて開催。テレビアニメのブルーレイ/DVDやCD、ポスター、その他過去のコラボ等で使われたイラストなどと、過去のイベントで使用された衣装などが展示された。トークショーにはマヤ役の徳井青空、監督の橋本裕之が出演。
ご注文はうさぎですか？展 Café Lumière
作品の10周年を記念した展示会。喫茶店「ラビットハウス」やココア、チノの部屋を再現したセット、キャラクターの等身大フィギュア、表紙絵、ライブ衣装などが展示されている。2021年10月に東京都台東区の浅草橋ヒューリックホールで開催後、全国各地で開催された。
| 会場       | 期間                          | 開催場所                       |
| ---------- | ----------------------------- | ------------------------------ |
| 東京会場   | 2021年10月29日～11月7日       | 浅草橋ヒューリックホール       |
| 大阪会場   | 2021年11月18日～11月30日      | 大丸梅田店 13階特設会場        |
| 新潟会場   | 2021年12月18日～2022年1月16日 | 新潟市マンガ・アニメ情報館     |
| 福岡会場   | 2022年3月25日～4月17日        | 博多マルイ 7階イベントスペース |
| 名古屋会場 | 2022年7月16日～7月31日        | テレピアホール                 |

### その他
まんがタイムきららフェスタ!
いずれも東京ドームシティホールにて昼夜2部制で開催。
第1回は2014年6月22日に開催。本作からはメインキャスト7人に早見沙織（青山・ブルーマウンテン）の8人が出演した。
第2回は2015年6月28日に開催。本作からは内田真礼を除くメインキャスト4人に徳井青空・村川梨衣が出演した。
第3回は2016年6月26日に開催。本作からは「振り回され隊」（種田梨沙・内田真礼・水瀬いのり）の3人と茅野愛衣が出演した。
第4回は2017年6月25日に開催。本作からは｢チマメ隊｣（水瀬いのり･徳井青空･村川梨衣）の3人が出演。
ご注文はうさぎですか？ スペシャルイベント 〜Rabbit House Tea Party 2014〜
2014年9月7日に東京・AiiA Theater Tokyoにてメインキャスト7名に早見沙織・速水奨の合計9名が出演して昼夜二部制で開催された。このイベントの映像は再編集の上で第1期BD・DVD第6巻の特典ディスクに収録されている。
CHINO Birthday Party
2015年12月4日に中野サンプラザにてキャラクター「チノ」のバースデーイベントが行われた。当初は「チノ」の声優である水瀬いのりのみの出演が発表されていたが、チノの父・タカヒロ役の速水奨、ティッピー役の清川元夢、メグ役の村川梨衣、DJのPandaBoY、ラテアートで知られるBELCORNOのバリスタ伊藤がサプライズで出演した。このイベントの映像は再編集の上で第2期BD/DVD第5巻の特典ディスクに収録されている。
ご注文はうさぎですか?? スペシャルイベント 〜Rabbit House Tea Party 2016〜
2016年5月7日にパシフィコ横浜国立大ホールにてメインキャスト7名に早見沙織・茅野愛衣・速水奨の合計10名が出演して昼夜二部制で開催された。
ご注文はDJ Nightですか??
2018年1月13日に豊洲PITにて開催。DJ兎猛者（徳井青空）、DJ和、DJ WILDPARTY 、PandaBoYの4名が出演。
ご注文はうさぎですか??〜Dear My Sister〜 スペシャルイベント 〜DMS Tea Party〜
2018年9月16日にオリンパスホール八王子にてメインキャスト7名と速水奨、監督の橋本裕之の合計9名が出演して昼夜二部制で開催された。
ご注文はDJ Nightですか?? 2
2018年12月29日にTSUTAYA O-EASTにて開催。DJ兎猛者（徳井青空）、DJ和、DJ WILDPARTY 、PandaBoYの4名がDJとして、VJ YakoがVJとしてそれぞれ出演。トークコーナーは音楽プロデューサーの藤平直孝が司会を務め、マヤ役の徳井青空、プロデューサーの服部健太郎、監督の橋本裕之が出演。
ご注文はDJ Nightですか?? 3
2020年2月1日にShibuya O-EASTにて開催。DJ兎猛者（徳井青空）、DJ和、DJ WILDPARTY 、PandaBoYの4名がDJとして、VJ YakoがVJとしてそれぞれ出演。トークコーナーは音楽プロデューサーの藤平直孝が司会を務め、辻純更、高瀬愛虹、中山聡、木村有希、やしきん、PandaBoYが出演。
ご注文は東京アニメセンターですか？
2023年5月19日から6月11日にかけて東京アニメセンターで開催されたPOP UP SHOP。2024年4月26日から6月2日にかけても開催された。
ご注文はフランス旅行ですか？
JTBとのコラボ企画として、2024年12月5日から12月10日にかけてフランスのパリ・コルマールを巡った。期間中は佐倉綾音が現地ファンミーティングに出演。